# 恋のアドバイス
「恋のアドバイス 」（こいのアドバイス、原題 : You're Going to Lose That Girl）は、ビートルズの楽曲である。1965年に公開されたビートルズの主演映画『ヘルプ!4人はアイドル』で使用され、同年に発売された5作目のイギリス盤公式オリジナル・アルバム『ヘルプ!』に収録された。レノン＝マッカートニー名義となっているが、主にジョン・レノンによって書かれた楽曲で、一部ポール・マッカートニーが手伝っている。
日本では、B面に「テル・ミー・ホワット・ユー・シー」を収録したシングル盤としても発売され、洋楽チャートで最高位10位を獲得した。

## 背景
本作はレノン＝マッカートニー名義で発売されたが、ウォルター・エヴェレットとイアン・マクドナルドは共にレノンが書いた曲としている。マッカートニーも、1997年に出版された自伝『Many Years from Now』で、本作の作曲について「60対40で、ジョンの曲」としている。1965年1月16日に行なわれた『メロディ・メイカー』誌のレイ・コールマンとのインタビューで、レノンはビートルズの次回作のために「『半分の曲』しか書いていない」と説明している。
同年1月25日から2月7日にかけて、レノンと当時の妻であるシンシア・レノンは、ビートルズのプロデューサーであるジョージ・マーティンと、その妻ジュディー・ロックハート＝スミスと共に、オーストリア・アルプスで休暇を過ごした。この休暇を用いて、レノンとマッカートニー、ジョージ・ハリスンは本作を含む11の新曲を書き、2月15日から20日にかけて録音した。

## レコーディング
「恋のアドバイス」のレコーディングは、1965年2月19日にEMIレコーディング・スタジオで行なわれた午後のセッションで開始され、2テイク録音されたのち、オーバー・ダビングが行なわれた。翌日、マーティンはエンジニアのノーマン・スミスとケン・スコットの協力のもと、モノラル・ミックスを作成。2月23日、ビートルズがバハマで映画『ヘルプ!4人はアイドル』の撮影をしている間に、エンジニアのスミスとマルコム・デイヴィースはステレオ・ミックスを2種類作成。その結果、2つ目のミックスが選ばれた。
3月30日、ビートルズは本作に対してさらなるオーバー・ダビングを行なった。なお、オリジナルのテープには、エレクトリックピアノとハリスンのギターソロが含まれていたが、この2つのパートはカットされた。ハリスンは新しいギターソロを録音し、リンゴ・スターはボンゴ、マッカートニーはピアノを演奏した。
4月2日、マーティンはスミスの協力のもと、3月30日のオーバー・ダブを使用して、再度ステレオ・ミックスを作成した。このステレオ・ミックスは、イギリスで発売された『ヘルプ!』とアメリカで発売された『ヘルプ（四人はアイドル）』に収録された。

## リリース・評価
1965年8月6日にパーロフォンから『ヘルプ!』が発売され、「恋のアドバイス」は「アナザー・ガール」と「涙の乗車券」の間の7曲目に収録された。キャピトル・レコードは、イギリスで発売された『ヘルプ!』と収録曲を変更したサウンドトラック・アルバム『ヘルプ（四人はアイドル）』を8月13日にアメリカで発売し、「You're Gonna Lose That Girl」と表記を変更して2つのオーケストラ曲の間の11曲目に収録した。本作は、1965年のアメリカツアー中にレノンとハリスンに贈られたソニックブルーのフェンダー・ストラトキャスターが使用された初の楽曲となっている。このギターは、後の活動でもハリスンのお気に入りの一本であり、次のアルバム『ラバー・ソウル』でも使用されている。同年に公開された映画『ヘルプ!4人はアイドル』では、スタジオでのレコーディングのシーンで使用された。
作家のジャクリーン・ワーウィックは、本作を「シー・ラヴズ・ユー」や活動初期にカバーしていたガール・グループの楽曲に匹敵する「アドバイス」ソングと表現している。エヴェレットは、「マッカートニーとハリスンのリード・ボーカルに応えるバッキング・ボーカルは、モータウンに大きく影響している」とし、本作のコード進行について「ぎょっとするほど独創的」と評している。
ビル・ワイマンは、ラモーンズの楽曲「キル・ザット・ガール」（原題 : You're Gonna Kill That Girl）について本作のパロディソングと解釈している。

## クレジット
※出典（特記を除く）
- ジョン・レノン - ダブルトラックのリード・ボーカル、リズムギター[4]
- ポール・マッカートニー - バッキング・ボーカル、ベース、ピアノ
- ジョージ・ハリスン - バッキング・ボーカル、リードギター
- リンゴ・スター - ドラム、ボンゴ

## カバー・バージョン
- クライアン・シェイムス - 1967年に発売されたアルバム『シュガー・アンド・スパイス（英語版）』に収録[25]。
- ファイブ・マン・エレクトリカル・バンド（英語版） - 2008年に発売されたアルバム『Half Past Midnight: The Staccatos and Beyond』に収録[26]。